# 名古屋中学校・高等学校

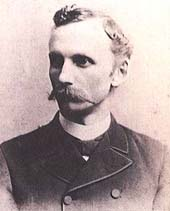
フレデリック・チャールズ・クライン

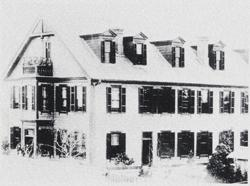
名古屋英和学校時代の校舎

名古屋中学校・高等学校（なごやちゅうがっこう・こうとうがっこう）は、愛知県名古屋市東区砂田橋に所在し、中高一貫教育を提供する私立男子中学校・高等学校。
高等学校において、中学校から入学した内部進学の生徒と高等学校から入学した外部進学の生徒との間で、混合せずクラスを編成する併設型中高一貫校（別クラス型）。
名古屋学院大学は同系列であったが、1973年（昭和48年）に学校法人名古屋学院から分離したため、大学は別法人である。

## 概要
明治初期、米国メソジスト教会から横浜英和学校に派遣された宣教師フレデリック・クラインによって創立された。内村鑑三が教壇に立ったこともあり、キリスト教精神に基づいて教育を行っている。
略称は「名中（なちゅう）」および「名高（なこう）」である。
2000年（平成12年）1月に名古屋市営地下鉄名城線 砂田橋駅が開業、駅の3番出口が敷地内にあるため、「傘なしで通える」をキャッチコピーにしたこともあった。
2016年（平成28年）度から文部科学省によりスーパーグローバルハイスクール（SGH）アソシエイトに指定され、SGHアソシエイトとして、「減災・環境・エネルギー」を研究テーマに、「環境・経済・社会の統合的な発展」に向けて行動できるリーダーの育成を掲げている。

## 校訓
校訓（建学の精神）は創立者フレデリック・クラインが掲げた「敬神愛人」、新約聖書マタイによる福音書第22章37節 - 39節に由来する言葉である。この言葉は、神を敬い、神から与えられた自己の能力を最大限に伸ばし、その能力を社会のために、人にために惜しみなく用いなさいという聖書の教えを表現したものである。

### 教育の理念
創立以来の建学の精神である「敬神愛人」に基づいて、「崇高な真理を追い求め、真に人々から求められる社会の主導者たる紳士を育成し、人類の幸福と社会の発展に寄与すること」を教育の理念としている。

### 教育の目標
1. 勉学を通して豊かな知性を育み、どこまでも真理を探究する力を持った青年を育成する。
2. 他者をいたわり、自己を戒め、人類・社会の発展に貢献する使命を自覚した有能な青年を育成する。
3. 仲間と学び、心身を鍛え、思想を共にして豊かな学校生活を築く青年を育成する。

## 設置形態
- 名古屋中学校
- 名古屋高等学校
  - 6年文理コース（中学校からの内部進学者）
  - 3年文理コース（高等学校からの外部進学者）

※ かつては6年文理コースの選抜クラスと3年コースの選抜クラスは高校2年生で混合してクラスを編成していたが、現在は希望する生徒のみ3年コースから6年コースへの移動ができる（逆も可）。

## 沿革
- 1880年（明治13年） - 宣教師ブリテンによりブリテン女学校（現在の横浜英和女学院中学校・高等学校）創立。その後、男女共学になり米国メソジスト教会から派遣された宣教師クライン博士が男子部を担当。
- 1886年（明治19年） - 男女別学となる。
- 1887年（明治20年） - 7月、移転する形で、クラインが南武平町（現名古屋市東区東桜）に私立愛知英和学校創立。同年11月、校名を名古屋英和学校と改めた。
- 1896年（明治29年） - 内村鑑三が教員（神学部長）として着任。
- 1898年（明治31年） - 長久寺町に移転（現金城学院中学校）。
- 1906年（明治39年） - 旧制名古屋中学校と改称。
- 1925年（大正14年） - 第一校歌「曙の空」制定。
- 1945年（昭和20年） - 3度にわたる名古屋空襲のため、校舎が全焼。
- 1947年（昭和22年） - 新制名古屋中学校発足[3]。
- 1948年（昭和23年） - 新制名古屋高等学校発足。
- 1952年（昭和27年） - 旧校地を金城学院中学校に譲渡し、現校地に移転。
- 1957年（昭和32年） - 10月8日の献堂式をもって、学院チャペル=クライン・メモリアル・チャペルがほぼ完成。
- 1959年（昭和34年） - 第二校歌「希望羽ばたく」制定。
- 1964年（昭和39年） - 名古屋学院大学設立（1973年（昭和48年）、負債問題などにより法人分離）
- 1968年（昭和43年） - 名古屋学院中学校・名古屋学院高等学校と改称。
- 1983年（昭和58年） - 創立100周年を目指して、全校舎の防音冷暖房工事を開始。工事は予定通り、1987年（昭和62年）に完成。
- 2000年（平成12年） - 校名を名古屋中学校・名古屋高等学校に戻す。1月には、名古屋地下鉄4号線（現在の名古屋市営地下鉄名城線）が延長され、校地の角に、砂田橋駅入口が完成。
- 2002年（平成14年） - 創立115周年を記念し、115ホールを施工。新高山ホールが完成。
- 2003年（平成15年） - 115ホール（現3号館）完成。
- 2008年（平成20年） - 創立120周年記念事業の一環で新校舎および附属施設の建設着工。
- 2009年（平成21年） - 新校舎および附属施設一部完成（新体育館・室内プール）。二期工事開始。
- 2010年（平成22年） - 新校舎および付属施設が全て完成。これに伴い、115ホールが3号館に名称変更。学食（ランチルーム：長久館、高校生限定）新規増設。
- 2011年（平成23年） - 北グラウンド（人工芝）完成。
- 2016年（平成28年） - 文部科学省によりスーパーグローバルハイスクール（SGH）アソシエイトに指定。
- 2019年（令和元年） - 第2・4土曜日においての半日授業を廃止。
- 2021年（令和3年） - 個人学習端末（iPad）を導入した。

## 基礎データ

### アクセス
- 名古屋市営地下鉄名城線・名古屋ガイドウェイバスガイドウェイバス志段味線（ゆとりーとライン） 砂田橋駅すぐ
- 名鉄瀬戸線守山自衛隊前駅 徒歩7分

### 象徴
校章
中学の校章は縦に長い長方形で、篆書体で「名中」を縦に書いたもの。高校の校章は円型の枠の中に、2つの橄欖の枝をリボンで結び、真ん中に篆書体で「名高」と縦に書かれたものとなっている。
校旗
紅梅（真紅）染めの旗に、白色で橄欖の枝と篆書体で「名中」と「名高」それぞれに別れて描かれている。現在エントランスの中央に掲げられているものは、旧制中学校時代の校旗である。現在に比べて縁にフレンジが付けられていて高級感があるものとなっている。
スクールカラー
校旗の色にちなんで、紅梅（真紅）色がスクールカラーである。
学院エンブレム
上部に名古屋学院創立の年を示す「SINCE 1887」、左上に聖書のラテン語である「TIMETE DEUM」、右上に旧校名である名古屋英和学校「Nagoya Anglo Japanese College」を示す旧校章、左下に平和を象徴する「橄欖の枝」、右下に学院の象徴とも言える「クラインズ・メモリアル・チャペル」下部には敬神愛人の英語「FEAR GOD LOVE PEOPLE」と「NAGOYA GAKUIN」の文字、そして中央にキリスト教主義を示す十字架が掲げられている。制服では、学年によって色が違うエンブレムが印刷されている。赤、黄、白色がある。
校歌
第一校歌「曙の蒼空」（作詞：山中利幸、作曲：津川主一）と第二校歌「希望羽ばたく」（作詞：門田ゆたか、作曲：古関裕而）があり、現在においては、第二校歌のみ歌われている。普段の全校集会では1番までしか歌われていない。3番まで歌う公式行事は入学式と卒業式と音楽祭である。
制服
制服は一般的な金ボタン5個の黒詰襟学生服（標準学生服）で襟の右側に校章を形どった襟章（中学校は「名中」、高校は「名髙」）バッジを付ける。以前は制帽（学帽）も制定されていたが、現在は入学式や卒業式において旗手のみ着用している。2019年（令和元年）度より襟カラー無しのラウンドカラーと似ている制服が新しく導入された。最近では、生徒会が主体となり、夏季のポロシャツ着用が試験導入されている。

## キリスト教主義

### チャペル礼拝
名古屋学院のキリスト教教育の根幹と位置づけられており、週1回、中学・高1・高2・高3の4つに分かれて朝、校内のクライン・メモリアル・チャペルにて礼拝が行われる。また様々な行事や週1回の聖書の授業を通して、人間性と教養を深める人格教育をおこなっている。
なお、チャペルの塔の上に輝く十字架の下の球体は、世界のために愛をもって働くという理念を象徴した地球儀である。

### 宗教行事
宗教行事は、聖書の授業・礼拝と共に、名古屋学院の教育の中心である。下記の行事以外の、入学式・卒業式などの学校行事は、すべて礼拝の形式を採り入れられている。
- 春季伝道週間
- 秋季伝道週間
- クリスマス礼拝 - クリスマス礼拝では世の中で悩み、苦しんでいる人々の友であったイエス、世のすべての人のために、自ら犠牲にならせたイエスにならって献金を捧げる。この献金は主にキリスト教系諸団体の社会福祉施設などに送られる。

## 国際交流活動

### 海外交流校・兄弟校
- アイオナ・カレッジ（オーストラリア） - 2018年より海外兄弟校。アイオナカレッジへのターム留学、スプリングエクステンション（短期留学）、アイオナカレッジの生徒の来日などの交流がある[4]。
- セント・マイケルズ・ユニバーシティ・スクール（カナダ） - サマーエクステンション（短期留学）実施校。午前はグループに分かれて、バディーと一緒に授業を受け、午後はカナダ特有のスポーツであるアイスホッケーなど、さまざまなエクスカージョンに出掛けて、ホームステイをする[4]。

- ラグビー校（イギリス） - サマーエクステンション（短期留学）実施校[5]。

## 部活動
生徒会活動・自主活動の一つの重要な柱として、「各自の心身を錬成し、趣味の向上を図り、豊かな学生生活を送る目的」をもとに、多くのクラブが設置されている。
下記のクラブは高校のクラブであって、中学のクラブは高校よりも少ない。同名のクラブでも、別々に活動するものも、同じクラブとして活動するものもある。

### 運動部
| - サッカー部 - 2013年（平成25年）度にインターハイに初出場。2023年（令和5年）度に愛知県大会初優勝、全国高等学校サッカー選手権大会に初出場。 - 硬式テニス部 - 全国高等学校総合体育大会（インターハイ）の男子団体戦で4度優勝。 - バドミントン部 - ラグビー部 - 2015年（平成27年）に全国高等学校合同チームラグビーフットボール大会に出場。全国高等学校選抜ラグビーフットボール大会に4回出場。 - 陸上競技部 - 2021年（令和3年）度のインターハイの陸上男子110メートル障害において、日本高校新記録である13秒69で優勝。 - 硬式野球部-2022年第104回全国高等学校野球選手権愛知大会ベスト16。 - 卓球部 - バスケットボール部 - バレーボール部 - ハンドボール部 | - 水泳部（競泳・水球） - ソフトボール部 - 軟式野球部 - 柔道部 - 空手部 - 剣道部 - 弓道部 - ゴルフ部 - 自転車競技部 - 2016年（平成28年）度のインターハイ自転車競技大会ロード競技で優勝。 - 馬術部 |

### 文化部
| - 文学部（文芸・俳句） - 2015年（平成27年）に開催された第18回俳句甲子園全国大会で初優勝。2014年から10年連続で全国大会出場。 - 演劇部 - 美術部 - オーケストラ部 - 吹奏楽部 - 写真部 - 生物部 - 鉄道研究部 | - 人文・社会科学研究部（ディベート部門・模擬国連部門・減災チーム） - 全国中学・高校ディベート選手権に中学では2022年から3年連続、高校では2023年から2年連続で出場。 - 地球科学部 - 新聞部 - 囲碁将棋部 - 青少年赤十字部（JRC） |

### 研究会・同好会
| - クイズ研究会 - 聖歌隊 - ダンス同好会 - 軽音同好会 - 数学研究同好会 | - フットサル同好会 - オセロ同好会 - プログラミング同好会 - 生徒会執行部（準執行機関） |

## 校外学習活動
修養会
中学に入学してすぐの4月末に、2泊3日で御殿場に出かける。60年以上続く名古屋中学校の伝統行事。名古屋学院の歴史と建学の精神を学び、これからの6年間を共に過ごす仲間との絆を深める。
スキー実習
中2の1月に、2泊3日で軽井沢に出かける。夜にはナイタースキーを楽しんだり、テーブルマナー講習で紳士のたしなみを身につけたりする。
研修旅行
中3の10月に、3泊4日で九州・長崎方面に出かける。平和学習、自然体験を通して、今の自分にできること、これから私たちがすべきことを考える機会とする。
修学旅行
高2の12月に、3泊4日で沖縄を訪れる。平和教育を中心としたプログラムとなっている。戦争の悲劇を再び繰り返さないよう、恒久の平和を祈り、また大自然の中で環境問題についても学習する。
高校マラソン大会
高1、高2の生徒全員が、起伏のある約8kmのコースを走る。毎年2月に、愛知青少年公園（現・愛・地球博記念公園（モリコロパーク））で行う。個人での上位入賞者にはメダルが授与される。また各クラス対抗戦でもあり、優秀クラスは表彰される。公園改修時には矢田川河川敷で実施された。
芸術鑑賞
全学年対象に年に1回ある。古典芸能、ミュージカル、音楽鑑賞など。

## 生徒会活動

### 概要
名古屋学院においては、戦前から校友会（1941年（昭和16年）に名古屋中学校報国団と改称）はあったが、戦後のGHQによる「日本民主化指令」のもとに学校にも民主主義が取り入れられた。
- 1948年（昭和23年）
  - 5月5日 - 少年少女の日（こどもの日）に生徒協議会を開催した。その内容は「民主主義と学生生活自治会の運営並びに校舎清潔整頓等」についてのクラス討論であった。
  - 10月25日 - 会長及副会長選挙管理委員会成立。中高別。
  - 11月5日 - 全校自治会会長副会長選挙によって生徒自治会（翌年5月2日に軍政部の指示により生徒会と改称）が発足した。

発足当初から中学と高校それぞれに独立した生徒会が設置されている。現在でも変わりないが、合同で行う行事の運営などで執行部同士の交流がある。なお、中学生徒会会則（高校では当条項廃止）には合同執行委員会によって合同代議員会が招集される制度がある。中高での予算分配やその他指定事項においては最高議決機関である。

### 生徒会行事
新入生歓迎集会
1983年（昭和58年）から生徒会主催で始まった。中高それぞれが開催し、内容は新入生向けで、チャペルにて吹奏楽部の歓迎演奏・生徒会執行部による学校紹介に続き各クラブの紹介勧誘等がある。
愛校祭
1952年（昭和27年）から年に1回行われ今日におよんでいる愛校祭は、名古屋中学校・高等学校の文化祭体育祭の総称である。原則として文化祭は毎年9月第3週の金・土曜日に、体育祭は10月に生徒会の主催で開催される。文化祭は中高同日開催で、体育祭は中高別日で開催される。中学では、音楽祭も併せて愛校祭と呼ぶ。文化祭においては生徒会企画・クラス企画・クラブ企画・有志企画の他に、保護者も参加する、特色的なPTA企画がある。文化祭は2日制であり、1日目は学内開催、2日目は一般開催されている。なお、一般開催では原則チケット等の必要がなく完全解放である。
球技大会
高校では、各学年ごとに開催される。2020年（令和2年）度より学年行事に移行した。
学年行事の日
高校の行事で、学年ごとに開催される。生徒が自主的、協調的に計画できる行事である。
高校生徒会機関誌「大幸」の発行
1957年（昭和32年）2月20日に第1号が発行され、当初のタイトルは「野郎共」だが、1960年（昭和35年）に通し番号はそのまま「大幸」と改題し今日におよぶ。毎年2月下旬に発行される生徒目線で学校の1年間を収録した冊子である。中学生徒会機関誌「紅梅」もある。
予餞会
3年生の送別会のこと。高3の卒業礼拝の際に、生徒会が開催する行事である。

## 高校関係者組織
同窓会
「敬愛同窓会」と呼ばれている。大幸校地3号館の1階に事務所を持つ。
教職員組合組織
愛知県私立学校教職員組合連合（愛知私教連）に加盟する名古屋学院職員組合（第一組合）と、私教連とは無関係の教職員組合協議会（第二組合）がある。前者は1956年（昭和31年）に結成され、後者は第一組合脱退者により1972年（昭和47年）に結成された。

## 出身者

### 学者
- 宮島綱男 - 経済学者、国際労働会議日本使用者代表常任顧問兼国際労働局理事会理事、関西大学理事長
- 横田喜三郎 - 法学者、東京大学名誉教授、第3代最高裁判所長官
- 佐藤知雄 - 東北大学名誉教授、元名古屋工業大学学長、元日本金属学会会長、日本学士院賞
- 春田正毅 - 東京都立大学名誉教授、元触媒学会会長、金ナノ粒子の触媒作用に関する研究の第一人者。
- 髙桑宗右ヱ門 - 名古屋大学名誉教授、ベトナム国家大学卓越教授、中央大学教授、元日本情報経営学会会長

### 政治
- 加藤鐐五郎 - 元衆議院議長、元法務大臣
- 塚本三 - 元名古屋市長、元衆議院議員、元名古屋市会議員
- 杉戸清 - 元名古屋市長、元名古屋市助役
- 永江一夫 - 元農林大臣、元衆議院議員、元民社党副書記長
- 丹羽兵助 - 元労働大臣、元沖縄開発庁長官、元総理府総務長官、元国土庁長官、元衆議院議員、元愛知県議会議員、元守山町議会議員
- 兼岩伝一 - 元参議院議員、都市計画家、土木技術者
- 石橋直季 - 東郷町長、元東郷町議会議長、元東郷町議会議員
- 仙田晃宏 - 衆議院議員

### 文化・芸術
- 牧野義雄 - 洋画家、随筆家
- 八代目都家歌六 - 落語家、ミュージックソー演奏家
- 有島一郎 - 俳優
- 斎藤洋介 - 俳優、声優
- 藪野健 - 洋画家、日本藝術院会員、二紀会副理事長・理事、早稲田大学栄誉フェロー・名誉教授・芸術功労者・維持員、広島大学名誉博士、府中市美術館館長
- 加藤哲 - 映像作家
- 黒川慶一 - 俳優、タレント、元名古屋市会議員
- 佐奈宏紀 - 俳優、モデル

### 報道
- 川原浩揮 - フジテレビ元アナウンサー（現・報道記者）
- 高橋重憲 - 中京テレビアナウンサー（元・報道記者、番組プロデューサー）
- 森貴俊 - 東海ラジオアナウンサー、元競泳選手
- 佐藤栄治 - 北日本放送アナウンサー
- 片平和宏 - NHKアナウンサー

### スポーツ
- 永田久喜（英語版） - ロサンゼルス五輪水球日本代表、同校校長
- 大岩義明 - パリ五輪総合馬術団体銅メダル、北京・ロンドン・リオデジャネイロ・東京・パリ五輪馬術日本代表
- 近藤大生（英語版） - テニス選手
- 中野弘幸 - ロンドン五輪陸上4×400メートルリレー日本代表
- 松本圭介 - サッカー選手
- 倍井謙 - サッカー選手
- 原康介 ‐ サッカー選手
- 山本隼大 ‐ サッカー選手

### その他
- 三鬼陽之助 - 経済評論家
- 飯田祐基 - 起業家
- 安井俊夫 - 教育者
- ぴろ - お笑い芸人

## 不祥事
- 2022年（令和4年）、名古屋学院の理事長が女性職員に対し、「何も考えないのは昆虫と一緒だ」などと発言し、第三者委員会でパワーハラスメントと認定された[9]。学校側は、「書かれた内容や経緯についてはほぼ報道通り」とした上で、「臨時理事会、臨時評議員会を通して、この件についての対応を協議していく」とコメントした[10]。なお、理事会から懲戒処分を受けた理事長は辞職した[11]。